# ダミアン666
ダミアン666（Damián 666, 1961年7月9日 - ）は、メキシコ・バハ・カリフォルニア州ティフアナ出身のプロレスラー。本名はレオナルド・カレラ・ゴメス（Leonardo Carrera Gómez）。
額に「666」と書かれた奇怪なペイントをしている。実子はベスティア666。

## 来歴
1985年にティフアナにてキャバレロ2000（ドスミル）の名でデビュー。1987年、ベテラン・ルチャドールのウルトラマン（1979年と1982年に新日本プロレスに来日）のパートナーに起用され、覆面レスラーのウルトラマン2000（ドスミル）に変身。1993年にはFMWに帰ってきたウルトラマンのリングネームで初来日。コスチュームデザインはウルトラマングレートそっくりで、初戦の対戦相手は玩具として販売されていたバルタン星人のゴムマスクを被ったバルタニアン星人というレスラーだった。名称・コスチュームデザイン共に円谷プロの許可が無かったため後にアミーゴ・ウルトラに改めている。正義のテクニコとして活躍した。
1996年3月、シコシスとの覆面剥ぎマッチに敗れペイントレスラーとなり、怪奇派ルードのダミアンに変身。以降もFMWに参戦し、ヒールの立場ながらコミカルなファイトスタイルで人気を得た。その後はみちのくプロレス、WAR、全日本プロレス等にも参戦。1997年にはギャラクシーやダミエンの名でWCWに登場。2003年にはTNAに出場。
ハロウィンとの息の合ったタッグコンビが日本では有名。
現在はメキシコの新興団体「ザ・クラッシュ」でブッカーを務める。

## 得意技
- ムーンサルトプレス
- パワーボム

## 獲得タイトル
- AWWA世界ミドル級王座: 1回
- メキシコナショナルトリオ王座: 2回（w / ハロウィン&ミステル・アギラ、ニチョ&ハロウィン）
- NWA世界ウェルター級王座: 1回
- IWAS世界ライトヘビー級王座: 2回
- NAWAミドル級王座: 2回
- レヴォリューションプロタッグチーム王座: 1回（w / ハロウィン）
- WWOタッグチーム王座: 1回（w / ハロウィン）
- XLAWタッグチーム王座: 2回（w / ハロウィン、エストレダ・ドラダ・ジュニア）
- XPW世界タッグチーム王座: 2回（w / ハロウィン）
- NGXタッグチーム王座: 2回（w / ハロウィン）